# Justin Marie Bomboko
Justin Marie Bomboko (ur. 22 września 1928 w Boleke, zm. 14 kwietnia 2014 w Brukseli) – kongijski polityk, w latach 1960–1963, 1965–1969 oraz w 1981 minister spraw zagranicznych Demokratycznej Republiki Konga, od 4 października 1960 do 9 lutego 1961 premier państwa. 

## Życiorys
J. M. Bomboko urodził się 22 września 1928 w Boleke, wtedy należącym do Konga Belgijskiego. 
W 1960 roku przyjął funkcję ministra spraw zagranicznych D. Rep. Konga, którą pełnił do 1963 roku. Od 4 października 1960 do 9 lutego 1961 premier Demokratycznej Republiki Konga. W 1963 roku został odznaczony Orderem Korony. W latach 1965–1969 oraz w 1981 ponownie pełnił funkcję ministra spraw zagranicznych. 
Bomboko zmarł 14 kwietnia 2014 w Brukseli, stolicy Belgii, w wieku 85 lat.